# KVレーシング・テクノロジー
KVレーシング・テクノロジー(KV Racing Technology )は、インディアナポリスに本拠地を置き、インディカー・シリーズに参戦していたレーシングチーム。オーナーはケビン・カルコーベンと1996年CARTチャンピオンのジミー・バッサー。KVとは二人の名字の頭文字である。

## 概要
KVレーシング・テクノロジーの創設は2003年。カルコーベンとジャック・ヴィルヌーヴの当時のマネージャーであり、B・A・Rのチーム代表を離れていたクレイグ・ポロックが手を組み、「PKレーシング」として創設されたのが始まりである。カルコーベンは、Championship Auto Racing Teams (CART)の資産を買収して2007年シーズンまでチャンプカー・ワールド・シリーズを運営した。チームとしても同シリーズに参戦、2004年にはドライバー兼共同オーナーとして、ベテランのジミー・バッサーを迎えている。（ポロックは2003年でチームを離れている。）
2010年でオープンホイール・レーシングの参戦開始から8シーズン目、インディカー・シリーズでは3シーズン目を迎えることになる。チームのジェネラルマネージャーは、モータースポーツ界で長年手腕を振るってきたマーク・ジョンソンが務める。
共同オーナーのひとりであるジミー・バッサーは、オープンホイール・レーシング界でもっとも広くその名を知られた人物のひとり。1996年インディカー・ワールドシリーズのチャンピオンは、2004年に共同オーナー兼ドライバーとしてKVレーシング・テクノロジーに参画。CARTシリーズとチャンプカー・ワールドシリーズあわせて14シーズン参戦したバッサーは、アメリカのオープンホイール・レーシングの歴史のなかでも最高の評価を得ているドライバーのひとりと言える。1996年にタイトルを勝ち取ったことに加え、カリフォルニア出身のバッサーは1998年にシリーズ2位、1997年にシリーズ3位に輝くなど、数多くの華々しい戦歴を残している。オープンホイールドライバーとしての参戦は2008年のロングビーチが最後となったが、その後もチームの業務に深く関わっている。その傍ら、スポーツカー・イベントでは現在もドライバーとして活躍。レース活動以外では、3社の自動車ディーラー、カリフォルニア州ナパにあるワイン用ぶどう園のオーナーであり、北アメリカ各地に様々な不動産を所有している。
KVレーシング・テクノロジーは、チャンプカーおよびインディカーでこれまで2013年のインディ500を含め4勝を挙げている。ポールポジション獲得は2011年の佐藤琢磨による2回を含め通算4回。

## チームオーナー
- ケビン・カルコーベン(Kevin Kalkhoven)
- ジミー・バッサー(Jimmy Vasser)

## 所属ドライバー
- パトリック・ルマリエ（英語版）（2003年）
- ミカ・サロ（2003年）
- マックス・パピス（2003年）
- ブライアン・ハータ（2003年）
- ジミー・バッサー（2004年 - 2006年, 2008年）
- ロベルト・ゴンザレス（英語版）（2004年）
- クリスチアーノ・ダ・マッタ（2005年）
- ホルヘ・ゲテレス（英語版）（2005年）
- キャサリン・レッグ（2006）
- オリオール・セルビア（2006年 - 2008年）
- ニール・ジャニ（2007年）
- トリスタン・ゴメンディ（2007年）
- ウィル・パワー（2008年）
- タウンゼント・ベル（2009年, 2014年)
- マリオ・モラエス（英語版）（2009年 - 2010年）
- ポール・トレーシー（2009年 - 2010年）
- 佐藤琢磨（2010年 - 2011年）
- E.J.ヴィソ（2010年 - 2012年）
- トニー・カナーン（2011年 - 2013年）
- ルーベンス・バリチェロ（2012年）
- シモーナ・デ・シルベストロ（2013年）
- セバスチャン・サーベドラ（2014年）
- セバスチャン・ブルデー（2014年 - 2016年）
- ステファノ・コレッティ（2015年）
- ブライアン・クロウソン（2015年）
- ステファン・ウィルソン（英語版）（2016年）